# Parapagurus scaber
Parapagurus scaber är en kräftdjursart. Parapagurus scaber ingår i släktet Parapagurus och familjen Parapaguridae. Inga underarter finns listade i Catalogue of Life.